# ادمنتون (کنتاکی)
ادمنتون (به انگلیسی: Edmonton) شهری در ایالت کنتاکی کشور ایالات متحده آمریکا است که جمعیت آن در سرشماری سال ۲۰۱۰ میلادی، ۱٬۵۹۵ نفر بوده‌است.